# 工人民主协会
工人民主协会，简称工协，是台湾的一个已不存在的托洛茨基主义组织。该组织起源于1999年，在《連結》雜誌圈子的基础上形成。曾与香港托派组织先驱社合办杂志《红鼹鼠》。曾在台湾社会运动中表现活跃。2007年，该组织的骨干分子杨伟中打算接受第三社会党的提名，参与竞选立法委员，引发左翼成员的反对及组织分裂。此后，该组织的活动逐渐停止。
2020年4月29日，台湾内政部廢止工人民主协会的“全國性政治團體”地位。

## 外部連結
- 工人民主協會
- 《紅鼴鼠》